# FS ALn 663

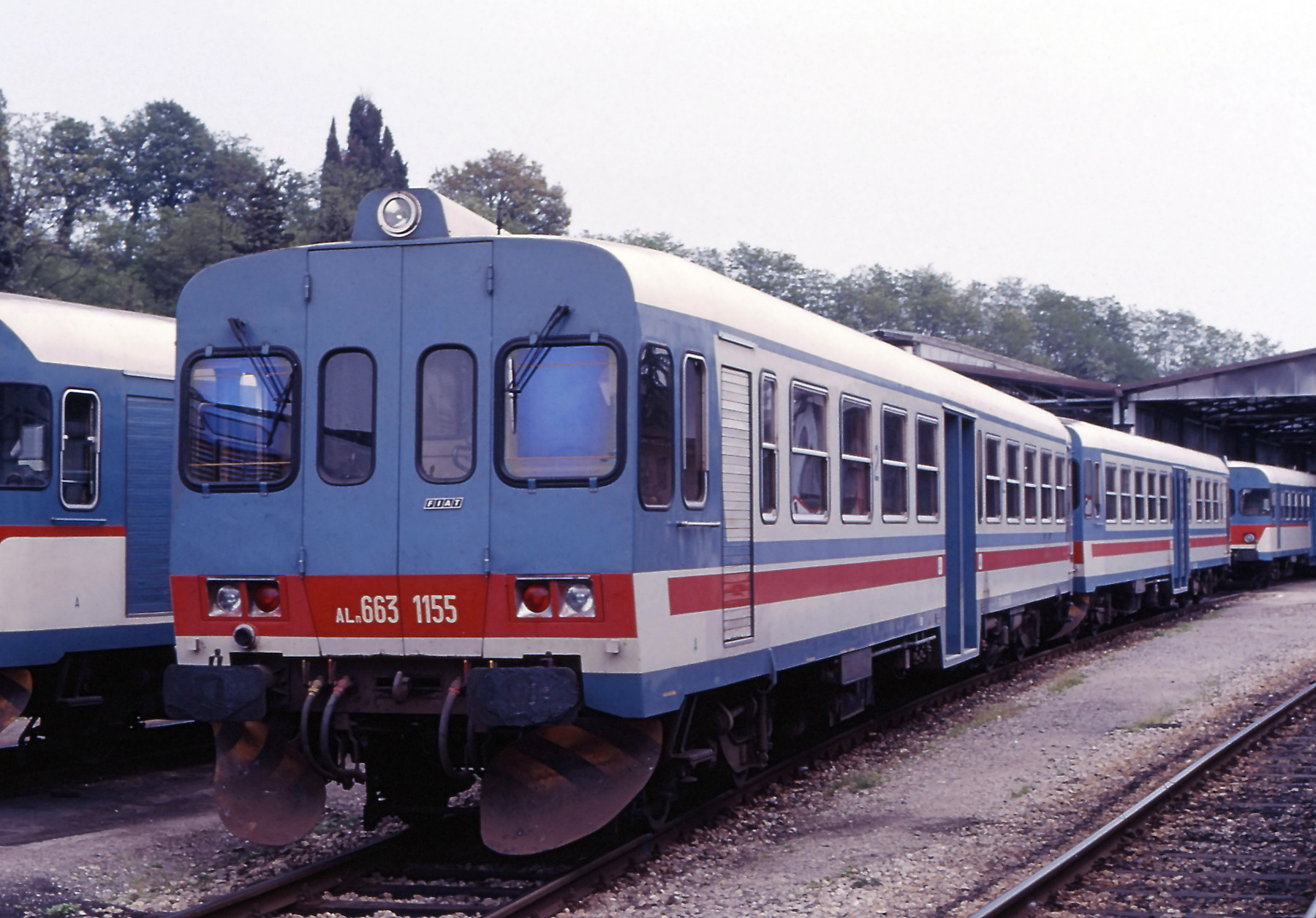
Autorails FIAT FS ALn 663 en livrée d'origine dépôt de Sienne (1983)

Les autorails FS ALn 663 représentent une grande famille d'automotrices ferroviaires légères, construites à partir de 1983 jusqu'en 1995 pour les chemins de fer italiens, les Ferrovie dello Stato Italiane - FS, des compagnies détentrices de concessions et pour des compagnies ferroviaires étrangères. Toutes les rames construites sont en service en 2023.
Les autorails FS ALn 663 ont été conçus par FIAT Ferroviaria Savigliano pour succéder au groupe Fiat ALn 668 des années 1950/70, toujours en service, qui s'est fait remarquer par ses faibles coûts d'exploitation, son haut niveau de confort et de fiabilité.

## Histoire de l'autorail FIAT ALn.663
Au début des années 1980, la direction des Ferrovie dello Stato Italiane (FS), les chemins de fer italiens, décide de moderniser son parc et de remplacer les unités multiples diesel éprouvées et fiables les plus anciennes datant des années 1950, les fameuses FS ALn.668, produites à plus de 1 000 exemplaires.
En 1983, FIAT Ferroviaria Savigliano présente un nouvel autorail, conçu à partir de la base de l'ALn.668, mais avec une approche plus moderne. Contrairement à son prédécesseur, l'ALn.663 dispose de 63 sièges, 12 en première et 51 en seconde classe au lieu des 68 de l'ALn.668. Selon le système de classification des FS, il était appelé « Automotrice Leggera a Nafta 663 » (autorail léger diesel 663), « ALn.663 » en code FS.
La nouvelle automotrice a respecté la demande des FS de disposer de 63 places assises, que les différentes possibilités d'aménagement intérieur peuvent en moduler la répartition entre 1re classe et seconde classe. La codification ALn.663, dans le système de codification du matériel roulant italien des FS, signifie : 
- AL = Autorail Léger,
- n = nafta, gazole en italien,
- 663 = 63 places assises mais le premier 6, venant doubler le 6 de 63, signifie que l'autorail est à double poste de conduite, réversible et couplable.

Pour respecter le cahier des charges des FS, la partie mécanique des ALn.663 est restée identique à celle des ALn.668, série 3000-3100-3300, et peut circuler à 130 km/h, en continu. La caisse se caractérise par une forme plus anguleuse avec la présence de nouveaux blocs lumineux réglementaires comprenant quatre phares encastrés, deux à lumière blanche et deux à lumière rouge, remplaçant les phares ronds du groupe ALn.668. Le pupitre du poste de commande a été entièrement repensé pour intégrer les commandes relatives à la troisième unité couplée. L'aménagement intérieur a été entièrement rénové et adopte la finition des voitures MDVC « Moyenne Distance » à vestibule central, tout en maintenant inchangée la distance entre les sièges.
Dès sa présentation, en 1983, cet autorail a été mis en service sur de nombreuses lignes du réseau ferré national italien. Plusieurs sociétés concessionnaires en ont également dotées, c'est pourquoi on a pu les voir circuler très tôt sur la ligne Brescia-Iseo-Edolo, les quatre lignes de la Società Veneta (Bologne-Portomaggiore, Udine-Civitale, Adria-Mestre et Parme-Suzzara), sur la ligne Suzzara–Ferrara, sur la ligne Alifana et sur la ligne Ferrara–Codigoro. La Ferrovia Centrale Umbra - FCU, pour assurer des liaisons sur la Direttissima Rome-Orte, a opté pour une version plus puissante, nommée ALn.776, qui permet d'atteindre 150 km/h en continu.
Il existe quelques exemples de liaisons longue distance exploitées avec des autorails ALn.663 et ALn.663/8. Depuis 2010, les Ferrovie Emilia Romagna - FER les utilise sur la ligne Crémone–Mantoue–Pesaro, tandis que Trenitalia les utilise sur la ligne Rome–Cassino–Venafro–Campobasso–Termoli.

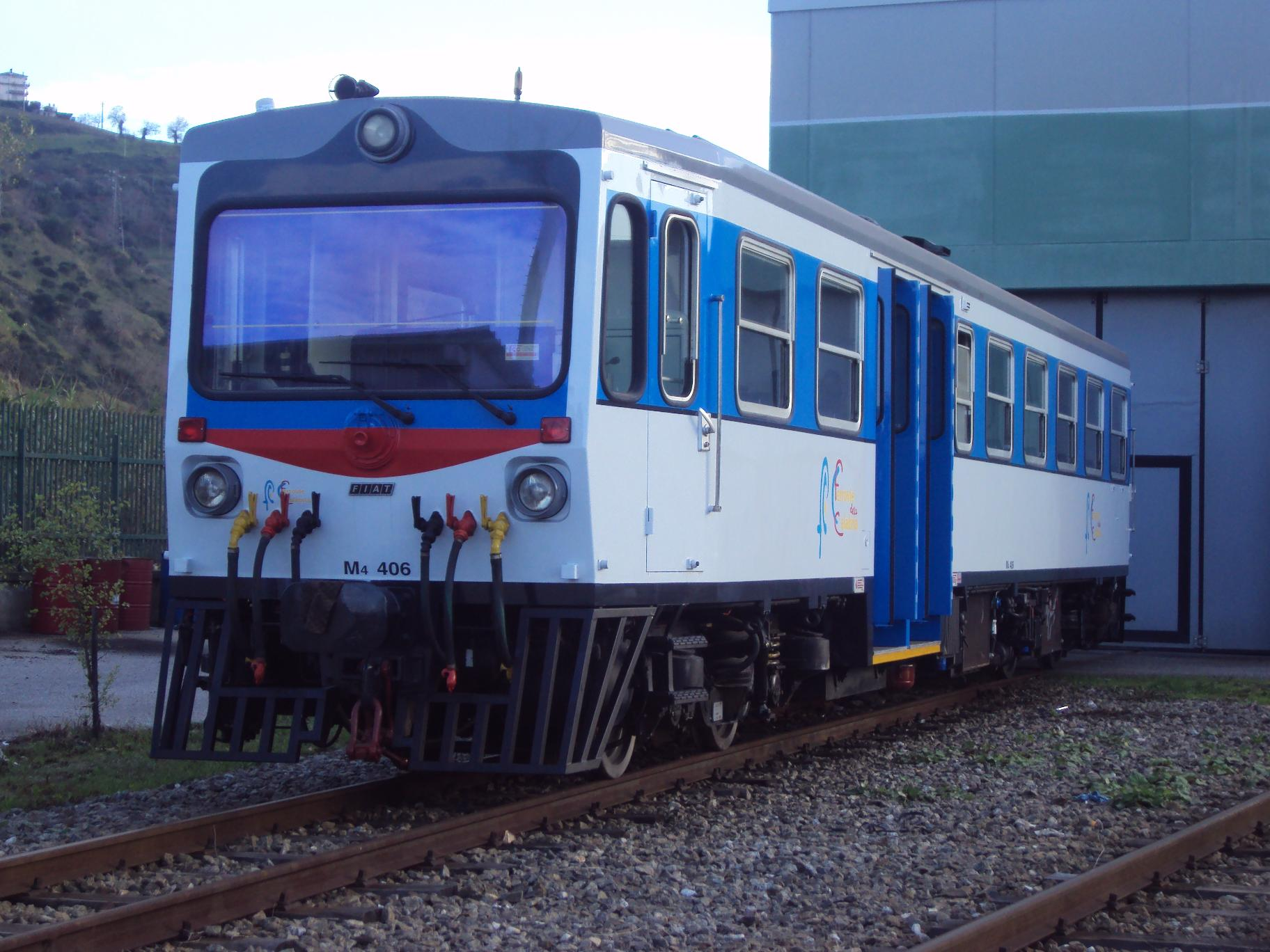
Autorail FCL FIAT M4 des Ferrovie della Calabria

Comme l'ALn.668, l'autorail ALn.663 a donné naissance à plusieurs dérivés comme l'autorail FCU ALn.776 cité ci-avant. L'administration pénitentiaire a fait construire une version spéciale pour le transport de prisonniers, l'ALn.DAP. Il existe également une version pour voie étroite nommée FIAT M4. De plus, dans les années 1990, les versions TCDD MT.5700, ACT ALn.067-082 et FSE Ad.81-88 en étaient également été dérivés.

### Configuration
Les autorails FIAT ALn.663 sont dotés de moteurs à combustion interne alimentés au diesel. À la suite de l'expérience développée par les FS au lendemain de la Seconde Guerre mondiale avec les gros autorails à moteur unique, les FS ALn 990 et FS ALn 880 de la fin des années 1940, pour les nouvelles générations d'autorails, FIAT Ferroviaria a conservé le principe de les équiper de deux moteurs à plat placés sous le plancher.
Ce choix délibéré a l'avantage d'utiliser des groupes propulseurs de dérivation routière, produits en grande série et disposant ainsi d'un service d'assistance aisé. Le coût des moteurs comme de leur maintenance s'en trouve particulièrement réduit par rapport à des éléments spécifiques. Leur fiabilité est garantie par leur utilisation sur les gammes de camions du groupe FIAT et IVECO. Les systèmes de commande sont tous électriques de la dernière génération.
Chaque autorail est équipé de deux moteurs diesel suralimentés, type FIAT-IVECO 8217.32.036, 6 cylindres à plat de 13 798 cm3 bridés à 200 kW (272 Ch DIN à 1 850 tr/min avec un couple à 900 tr/min), placés sous le plancher, un pour chaque bogie. La transmission est classique avec embrayage, boîte de vitesses à cinq rapports et réducteur.
Les deux séries diffèrent uniquement sur le rapport de transmission : 
- la série ALn.663.1000 (1001 à 1016) se caractérise par un rapport court (2,67:1) pour une utilisation sur les voies de montagne, avec une vitesse maximale de 120 km/h ;
- la série ALn.663.1100 (1101 à 1204) avec un rapport normal (2,39:1), destinée aux lignes de plaine, avec une vitesse de 130 km/h[5].

Ces autorails sont couplables jusqu'à 3 unités. La série ALn.663 peut aussi être couplée avec des unités ALn.668.3100, et voyager à la vitesse de 130 km/h en continu.
Chaque autorail comporte deux compartiments de deuxième classe et un compartiment de première classe. La répartition du nombre de sièges dans chaque compartiment est modulable. Les postes de conduite d'extrémité adoptent le « pupitre de commande unifié FS ».
L'ensemble de l'autorail est climatisé avec, au choix, des groupes de climatisation Thermo-King (Ingersoll-Rand), Carrier ou Konvekta.
Comme cela a été le cas avec les autorails FIAT ALn.668, les FS profitent de ce modèle avec ses extraordinaires capacités d'adaptation à tout type de service local et régional et de tracé.

## Les différentes versions

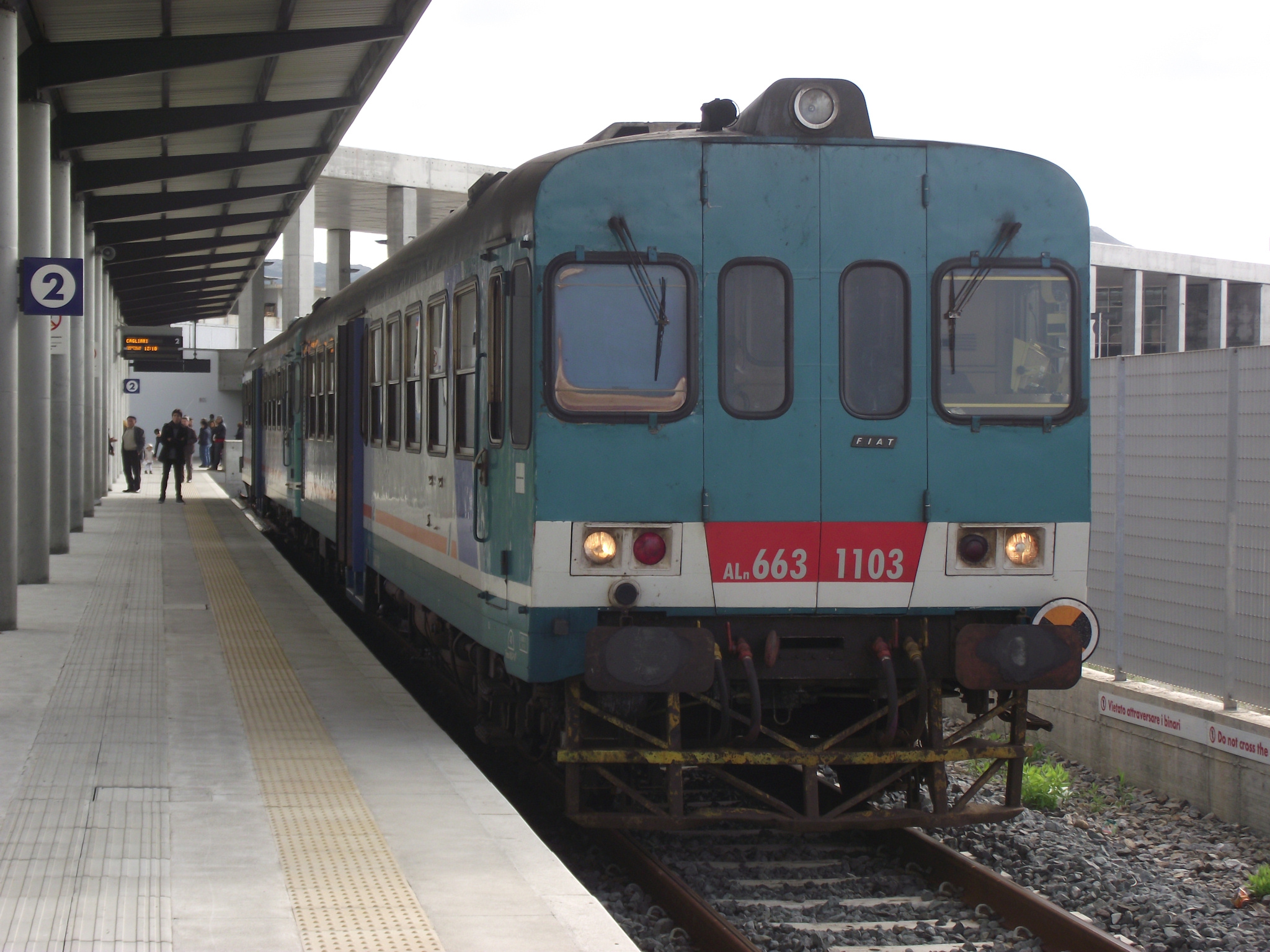
Extémité de l'autorail FIAT FS ALn 663

Les caisses standard des autorails destinés aux FS, les chemins de fer italiens, ont toutes des façades verticales avec un poste de conduite latéral gauche pour laisser la place aux portes d'intercommunication en cas de couplage. Chaque autorail pouvant être couplé à ses deux extrémités, il n'y a jamais de poste de conduite spacieux occupant toute la largeur de l'autorail, comme on peut le trouver sur les versions pour l'étranger. La version italienne de base a également été exportée, sans changements.

### Versions spéciales destinées aux compagnies ferroviaires italiennes et étrangères
L'autorail FIAT ALn 663 a connu un bon succès commercial en Italie et de nombreux exemplaires ont aussi été vendus à des compagnies nationales de chemin de fer dans le monde, que ce soit à écartement standard, étroit ou large.
En 1993, FIAT Ferroviaria a construit 30 exemplaires d'une variante de l'ALn 663 pour les chemins de fer turcs, les autorails immatriculés TCDD MT 5700.
En 1996, FIAT Ferroviaria a construit 16 exemplaires d'une variante de l'ALn 663 pour les chemins de fer de l'Azienda Consorziale Trasporti - ACT de Reggio Emilia, les autorails immatriculés ACT ALn 067-082.
En 1999/2000, FIAT Ferroviaria a construit 4 rames constituées de 2 autorails ALn 663 jumelés pour les Ferrovie del Sud Est, une filiale des FS de Bari, les autorails immatriculés FSE Ad 81-88.

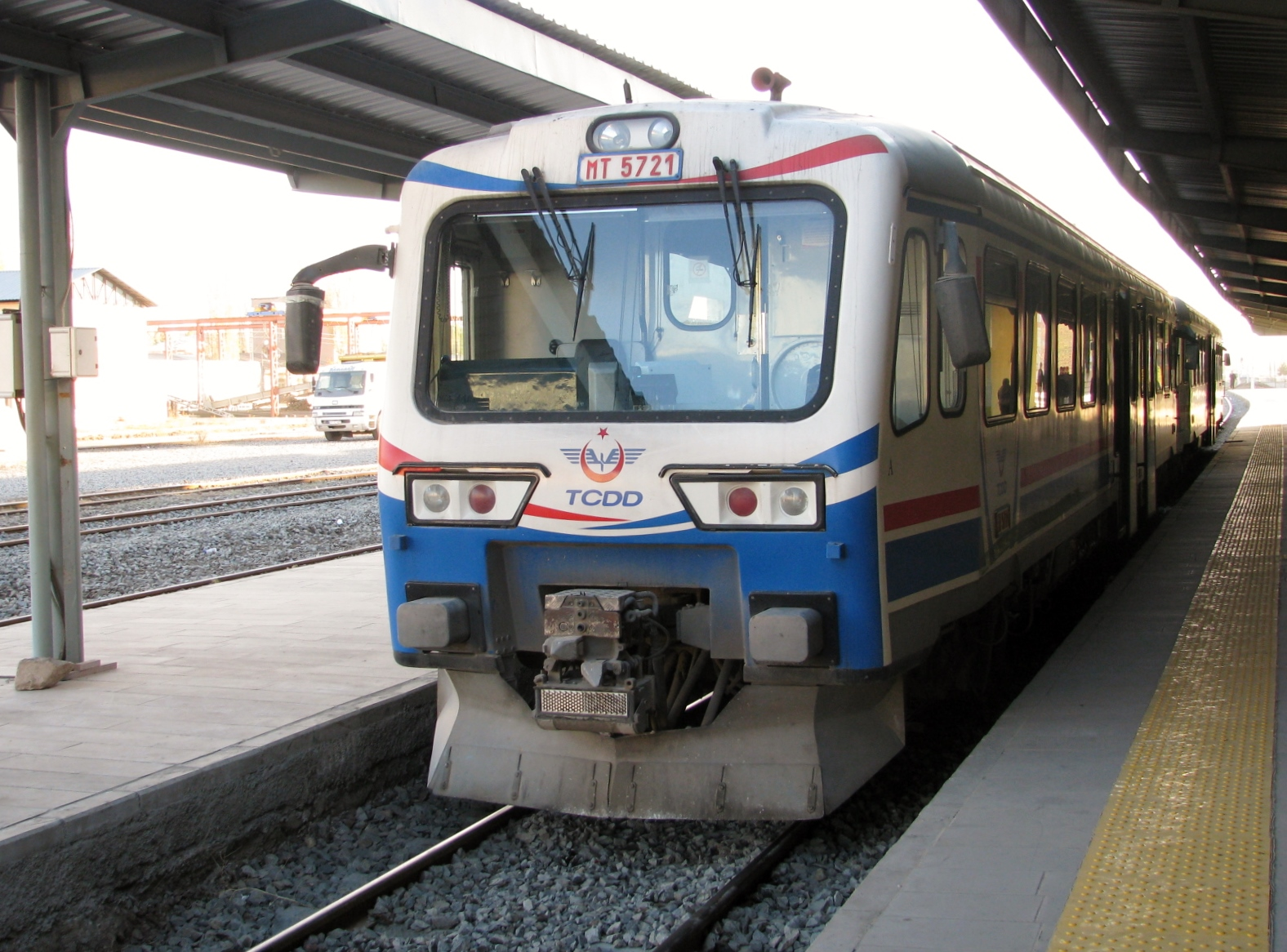
Autorail FIAT ALn 663 / TCDD MT 5721 des chemins de fer turcs TCDD en gare de Kars (2013)
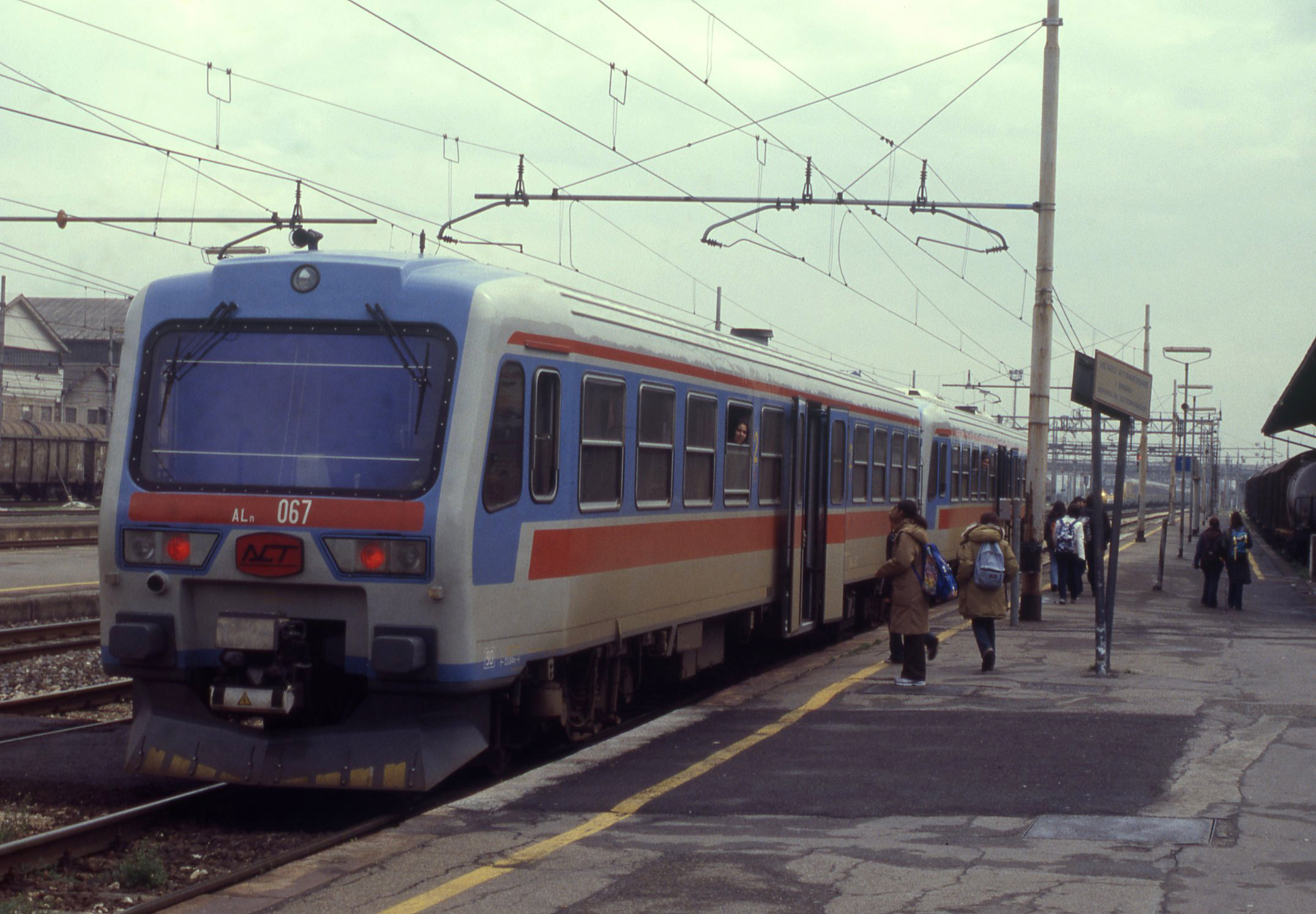
Autorails ACT ALn 067 & (?) de la compagnie ACT en gare de Reggio Emilia (2002)
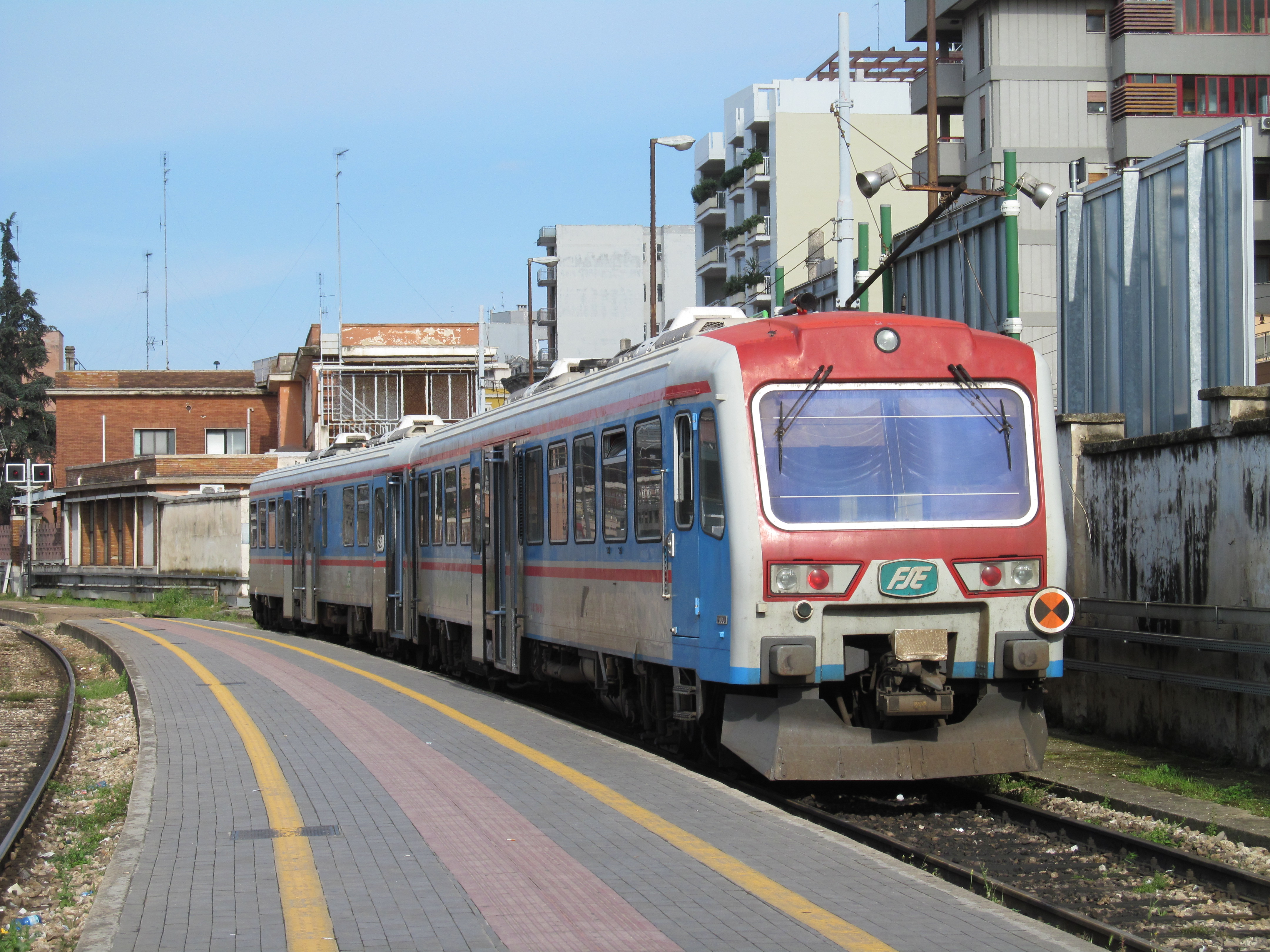
Rame de 2 autorails jumelés FSE ALn 83+84 liaison Bari-Martina Franca (2014)